# Lino Mancilla
Lino Mancilla, mais conhecido como Pardal (Pelotas, 22 de setembro de 1916 — data e local de óbito desconhecidos) foi futebolista brasileiro que atuou como atacante.

## Carreira
Atuando pela ponta-esquerda, defendeu o São Paulo Futebol Clube em 109 partidas, conquistando 69 vitórias, 23 empates e 17 derrotas, marcando 53 gols. Venceu os três primeiros campeonatos paulistas da história do clube, em 1943, 1945 e 1946 Casado com Irene Esteves Mancilla.

## Títulos
São Paulo
- Campeonato Paulista: 1943, 1945 e 1946